# Herbert Marshall
Herbert Brough Falcon Marshall (n. 23 mai 1890, Londra, Regatul Unit al Marii Britanii și Irlandei – d. 22 ianuarie 1966, Beverly Hills, California, SUA) a fost un actor de teatru și de radio în limba engleză, care, în ciuda faptului că a pierdut un picior în timpul Primului Război Mondial, a jucat în numeroase filme populare și bine-cunoscute de la Hollywood în anii 1930 și 1940. După o carieră de teatru de succes în Regatul Unit și America de Nord, el a devenit un actor binecunoscut la Hollywood, care a jucat deseori în melodrame romantice și uneori în comedii.
A jucat alături de actrițe precum Greta Garbo, Marlene Dietrich și Bette Davis.
Adesea lăudat pentru calitatea vocii sale, a făcut numeroase emisiuni de radio și a găzduit câteva spectacole. Actorul, cunoscut pentru farmecul său, s-a căsătorit de cinci ori și a apărut periodic în ziarele de scandal din cauza vieții private uneori turbulente. În timpul celui de-al Doilea Război Mondial, el a ajutat la îngrijirea soldaților răniți, în special la amputații ca el însuși. Marshall a primit o stea pe Walk of Fame lde a Hollywood în 1960.

## Primii ani
Marshall s-a născut la Londra în 1890, fiind singurul copil al actorilor de teatru Percy F. Marshall și Ethel May Turner. Popular în anii 1880 și 1890, tatăl lui Marshall s-a retras din actorie în 1922 și a murit la 28 decembrie 1927 la vârsta de 68 de ani. Mama sa a fost sora  jurnalistului și criticului și de teatru, Leopold Godfrey-Turner (născut Leopold McClintock Turner). Bunicul lui Marshall, Godfrey Wordsworth Turner, a scris mai multe cărți și articole despre artă și călătorii. Într-un articol în care își declara dragostea sa față de teatru, el a menționat că unul dintre unchii lui era un actor. Godfrey a fost, de asemenea, nepotul influentului om de afaceri Edward Wollstonecraft, nepotul activistei pentru drepturile femeii și al autoarei Mary Wollstonecraft și al primului văr al lui Mary Wollstonecraft Shelley, care a scris romanul de groază Frankenstein.

## Filmografie
- 1930 Murder! - Sir John Menier
- 1932 Trouble in Paradise - Gaston Monescu
- 1932 Viciul blond (Blonde Venus), regia Josef von Sternberg - Edward Faraday
- 1934 Vălul pictat (The Painted Veil), regia Richard Boleslawski - dr. Walter Fane
- Riptide (1934) - Lord Rexford
- Outcast Lady (1934) - Napier
- The Flame Within (1935) - dr. Gordon Phillips
- The Dark Angel (1935) - Gerald Shannon
- If You Could Only Cook (1935) - Jim Buchanan
- Girls' Dormitory (1936) - dr. Stephen Dominick
- A Woman Rebels (1936) - Thomas Lane
- Angel / Îngerul (1937) - Sir Frederick Barker
- Woman Against Woman (1938) - Stephen Holland
- Mad About Music (1938) - Richard Todd/dl. Harkinson
- The Letter / Taina ei (1940) - Robert Crosbie
- Foreign Correspondent (1940) - Stephen Fisher
- When Ladies Meet (1941) - Rogers Woodruff
- The Little Foxes / Vulpile (1941) - Horace Giddens
- The Moon and Sixpence (1942) - Geoffrey Wolfe
- Forever and a Day (1943) -
- Flight for Freedom (1943) - Paul Turner
- Andy Hardy's Blonde Trouble (1944) - Dr. M.J. Standish
- The Unseen (1945) - Dr. Charles Evans
- The Enchanted Cottage (1945) - Mairoul John Hillgrove
- Pe muchie de cuțit (1946) - W. Somerset Maugham
- Monuments of the Past (1946) - naratorul
- Duel in the Sun / Duel sub soare (1946) - Scott Chavez
- Crack-Up (1946) - Traybin
- Ivy (1947) - Miles Rushworth
- High Wall (1947) - Willard I. Whitcombe
- The Secret Garden (1949) - Archibald Craven
- The Underworld Story (1950) - E.J. Stanton
- Black Jack (1950) - dr. James Curtis
- Anne of the Indies (1951) - dr. Jameson
- Chip de înger (Angel Face) (1953) - dl. Charles Tremayne
- The Black Shield of Falworth (1954) - William, duce de Mackworth
- Riders to the Stars (1954) - dr. Donald L. Stanton/naratorul
- Gog (1954) - dr. Van Ness
- The Virgin Queen / Regina fecioara (1955) - Lord Leicester
- Wicked as They Come (1956) - Stephen Collins
- "Playhouse 90" (1956) - Dr. Knight (1 episod, 1957)
- The Weapon (1957) - Insp. Mackenzie
- Musca (1958) - Insp. Charas
- Stage Struck (1958) - Robert Harley Hedges
- Midnight Lace / Capcana de la miezul noptii (1960) - Charles Manning
- College Confidential (1960) - Profesorul Henry Addison
- A Fever in the Blood (1961) - Gov. Thornwall
- Cinci săptămâni în balon (Five Weeks in a Balloon) (1962) - primul ministru
- The List of Adrian Messenger / Lista lui Adrian Messenger (1963) - Sir Wilfrid Lucas
- The Caretakers (1963) - Dr. Jubal Harrington
- The Presidency: A Splendid Misery (1964)
- The Third Day (1965) - Austin Parsons

## Legături externe
- Herbert Marshall la Internet Movie Database
- en Herbert Marshall la Internet Broadway Database
- Fotografii ale lui Herbert Marshall
- Herbert Marshall la Find a Grave